# Gammelfäbodtjärnen, Medelpad
Gammelfäbodtjärnen är en sjö i Timrå kommun i Medelpad och ingår i Indalsälvens huvudavrinningsområde. Sjön är 6,4 meter djup, har en yta på 0,102 kvadratkilometer och är belägen 214 meter över havet.

## Delavrinningsområde
Gammelfäbodtjärnen ingår i det delavrinningsområde (695442-156809) som SMHI kallar för Mynnar i Ljustorpsån. Medelhöjden är 182 meter över havet och ytan är 5,73 kvadratkilometer. Räknas de 9 avrinningsområdena uppströms in blir den ackumulerade arean 99,37 kvadratkilometer. Bredsjöån som avvattnar avrinningsområdet har biflödesordning 3, vilket innebär att vattnet flödar genom totalt 3 vattendrag innan det når havet efter 40 kilometer. Avrinningsområdet består mestadels av skog (85 procent). Avrinningsområdet har 0,1 kvadratkilometer vattenytor vilket ger det en sjöprocent på 1,7 procent.